# Сомхетський хребет
Сомхетський хребет (вірм. Վիրահայոց լեռներ, груз. ლოქის ქედი) — гірський хребет у Вірменії і Грузії, розташований в середній частині Малого Кавказу.
Довжина хребта становить 75 км. Максимальна висота досягає 2543 м (гора Лалвар). Хребет розсічений поперечною ущелиною річки Дебед. Складений базальтами, андезитами, пісковиками і вапняками з інтрузіями гранітоїдів.
Хребет має пологі схили в західній половині, круті — у східній. Північний схил хребта покритий лісом, на південному схилі переважає гірський степ з розрідженими чагарниковими заростями. Також на південному схилі виявлено родовище  мідних руд (Алаверди).

## Ресурси Інтернету
- БСЭ. Сомхетский [Архівовано 5 березня 2016 у Wayback Machine.].
- Сомхетский хребет [Архівовано 9 листопада 2014 у Wayback Machine.].